# Costa Rica en los Juegos Paralímpicos de Sídney 2000
Costa Rica estuvo representada en los Juegos Paralímpicos de Sídney 2000 por un deportista masculino que compitió en atletismo adaptado. El equipo paralímpico costarricense no obtuvo ninguna medalla en estos Juegos.